# 川越江川
川越江川（かわごええがわ）は、埼玉県川越市とふじみ野市を流れる荒川水系新河岸川の支流で、普通河川である。江川、江川都市下水路とも呼ばれる。

## 地理
関越自動車道付近から流れるが、大部分が暗渠となっている。下流部は寺尾調節池の南側を流れている。開渠だったのは新河岸川との合流点付近だけで主に蓋がされていた。平成29年台風第21号によって殆どの蓋が外れ、護岸が崩壊した。周辺の寺尾地区では床上浸水232戸、床下浸水196戸の被害を出した。2014年には逆流防止ゲートが設置されたが、これが洪水の要因となった。
南側を福岡江川が流れる。

## 流域の自治体
埼玉県
- 川越市
- ふじみ野市